# Paul Will (Fußballspieler)
Paul Will (* 1. März 1999 in Biedenkopf) ist ein deutscher Fußballspieler. Er steht seit Juli 2024 beim SV Darmstadt 98 unter Vertrag und ist ehemaliger U20-Nationalspieler.

## Karriere

### Vereine
Will wechselte 2015 von der TSG Wieseck in die Jugendabteilung des 1. FC Kaiserslautern, wo er sich sofort als Stammkraft in der U17-Bundesliga Süd/Südwest etablierte. Nachdem der eigentliche Sechser in der U19 des 1. FC Kaiserslautern Ende 2016 auf die Position der Innenverteidigung beordert wurde, schaffte er auch dort seinen Durchbruch und bewies sich schlussendlich als Kapitän der Mannschaft in der U19-Bundesliga Süd/Südwest. Im Mai 2018 stand Will mit Kaiserslautern im Finale um den DFB-Junioren-Vereinspokal 2017/18, die Partie ging gegen die U19 des SC Freiburg mit 1:2 verloren.
Im Sommer 2018 wechselte Will zum FC Bayern München II in die viertklassige Regionalliga Bayern, bei dem er sich rasch zur Stammkraft entwickelte. Am 19. September 2018 gehörte er dem Kader der Profis in der Champions League im Spiel gegen Benfica Lissabon an, das er jedoch ohne Einsatzminute auf der Ersatzbank verbrachte. Zuvor hatte er bereits einige Einsatzminuten in der Profimannschaft in Testspielen in den Vereinigten Staaten erhalten. Nach dem Meistertitel in der Regionalliga Bayern 2018/19 und dem Aufstieg in die 3. Liga wurde Will regelmäßig in der Drittligasaison 2019/20 beim FC Bayern München II eingesetzt und gewann am Ende der Saison den Meistertitel.
Zur Saison 2020/21 wechselte Will zum Ligakonkurrenten Dynamo Dresden. Am Ende der Saison gewann er dort erneut den Meistertitel und stieg mit Dynamo Dresden in die 2. Bundesliga auf. In der darauffolgenden Saison stieg er mit Dresden nach zwei Relegationsabstiegsspielen gegen den 1. FC Kaiserslautern wieder in die 3. Liga ab. Im Sommer 2024 verließ Will den Verein und wechselte zum SV Darmstadt 98 in die 2. Liga. Nachdem er für Darmstadt alle vier ausgetragenen Zweitligapartien der Saison 2024/25 über die gesamte Spielzeit bestritten hatte, erlitt Will am 4. September 2024 bei einem Testspiel gegen den 1. FSV Mainz 05 einen Kreuzband- und Außenmeniskusriss.

### Nationalmannschaft
Will bestritt zwei Länderspiele für die U20-Nationalmannschaft; für diese debütierte er am 7. September 2018 in Spiesen-Elversberg beim 3:2-Sieg über die U20-Nationalmannschaft Tschechiens. Mit demselben Ergebnis endete sein zweiter Einsatz als Nationalspieler am 16. Oktober 2018 in Emden gegen die Schweizer U20-Nationalmannschaft.

## Erfolge
- Meister der 3. Liga: 2019/20 (mit dem FC Bayern München II), 2020/21 (mit Dynamo Dresden)